# Walter Feldmann
 (août 2023).
Walter Feldmann est un compositeur et flûtiste suisse, né le 4 septembre 1965 à Glaris.

## Biographie
Il poursuit des études en français, latin et musicologie à l'université de Zurich en parallèle avec des cours de flûte auprès de Dominique Hunziker à Aarau. En 1991, il crée l'Ensemble S Zürich, spécialisé en musique contemporaine. Il intègre en 1998 l'ensemble Les joueurs de flûte, développant un répertoire pour huit flûtes, de la Renaissance à la création contemporaine. En 1992, il devient co-organisateur puis, de 1994 à 2003, directeur artistique du festival Tage für Neue Musik Zürich. En 1993, il participe à la première édition de l'Académie d'été de l'Ircam, à la suite de laquelle il est sélectionné pour le stage d'été en informatique musicale en 1996. De 1998 à 2004, il collabore en tant que compositeur et flûtiste avec le chorégraphe Gabriel Hernández à Paris au sein de sa compagnie tHEL danse. Diplômé en pédagogie musicale, il enseigne à la Musikschule Steinhausen de 1993 à 2011, à la Alte Kantonsschule Aarau depuis 2009 et à la Kantonsschule Zofingen depuis 2018.

### Compositeur
Ses premières compositions remontent à 1986. En 1993 il est accueilli au programme de l'éditeur Carus Verlag Stuttgart. Depuis 2018, ses œuvres sont éditées aux Éditions Marta.
Son catalogue est dominé par l'écriture pour soliste ou ensemble avec et sans électronique. Après une première série d'œuvres avec la flûte comme instrument principal, il s'intéresse à l'écriture pour effectif réduit comme ses quatuors à cordes …À tournoyer (1990) et Absences (fragmenté) (1991-92), puis Courbes - Séquences pour flûte, alto et harpe (1992-1993). Une autre facette de son écriture regroupe des pièces pour soliste et électronique, parmi lesquelles le Sexe du noyé pour hautbois solo (1995, musique "obsessionnelle, névrosée, physique") ou Tellement froid que (Géorgiques I) pour flûte basse (1995-96), d'après Les Géorgiques de Claude Simon. Ce roman lui inspirera deux autres pièces : Comme si le froid (Géorgiques II) pour saxophone baryton, timbale, piano et électronique (commande du Südwestrundfunk Baden-Baden en 1998) et N'était le froid (Géorgiques III), surfaces/espaces pour orchestre grave en 4 groupes (commande du Südwestrundfunk Stuttgart en 1999-2001). Ce cycle autour des Géorgiques inaugure un style d'écriture désormais exclusivement basé sur une source d'inspiration textuelle ou littéraire.
Dans la pièce Dolcificare a piacere - R.E.C. pour violoncelle solo, cor anglais, voix de femme et piano, écrite en 1997, il perfectionne son système compositionnel en prenant en compte toutes les données typographiques d'un texte. Une sorte de mesurage lui permet d'en déduire tout le matériel nécessaire à la composition (structure, hauteurs, rythmes…). On retrouve parmi ces pièces littérales : Réduction d'emballage pour clarinette solo et quatuor à cordes (1998-99, révisée 2002-03), Fort et longtemps pour 8 flûtes (1999), ainsi que les deux versions (2001-2002) de How many parts of It - the one, - and how many the other.
La rencontre avec l'écrivain Anne-Marie Albiach et la lecture de son œuvre trouvent dans Monstrueuse vécut dans le cadre la mémoire, commande de l'Ensemble Intercontemporain pour alto solo et grand ensemble en 6 groupes (2002-2004) et Une géométrie (2005-07), un point d'aboutissement. En 2016, il poursuit, avec Esquisse : le froid pour marimba solo et 14 instruments, la liste des œuvres sur des textes éponymes de cet auteur.
Son affinité avec la musique de Claude Debussy se montre dans ses transcriptions d'œuvres pour piano du compositeur français, ainsi que dans …y soufflera… pour soprano et orchestre (dont le texte est tiré du quatrain de Stéphane Mallarmé, adressé à Debussy). Vertical et blanc est dédié « à la mémoire de Claude Debussy ».

## Liste d'œuvres (Extrait)
Cette liste se réfère aux listes publiées chez EMS (Édition musicale Suisse), à l'Ircam, à la Bibliothèque Nationale Suisse et sur le site officiel du compositeur.
- 5 Szenen pour flûte seule (1986)
- Improvisations pour flûte et harpe (1989, rev. 2006)
- Interaktionen pour flûte et piano (1989/2006, 2009)
- À tournoyer, 1er quatuor à cordes (1990), commande du quatuor Bazin
- Absences (fragmenté), 2e quatuor à cordes (1991-92, rév. 1997)
- Fragmenté (épilogue) pour clarinette solo, quatuor à cordes, hautbois, cor, alto, harpe, percussion et électronique de résonance (1991-92), commande des Tage für Neue Musik Zürich 1992 et de la Fondation Suisa pour la musique
- Courbes - Séquences pour flûte, alto et harpe (1992-1993), commande du Sabeth Trio Basel et de la Fondation Suisa pour la musique
- Courbe 2 pour alto solo et électronique (1993, rév. 2001)
- Sexe-tuor pour hautbois ou piccolo et sons fixés sur support (1995/2000)
- le Sexe du noyé pour hautbois solo et électronique de résonance (1995), commande de Matthias Arter et du canton de Glarus
- Tellement froid que (géorgiques I) pour flûte basse et électronique (1995-96), d'après Les Géorgiques de Claude Simon
- le Second tour du noyé, 3e quatuor à cordes (1996-97, rév. 2004)
- Lolita, scène pour mezzo-soprano solo et 6 voix (1997)
- Dolcificare a piacere - R.E.C. pour violoncelle solo, cor anglais, voix de femme et piano (1997), commande de l'ensemble aequatuor
- Lasciar riposare pour violoncelle (1997)
- Comme si le froid (géorgiques II) pour saxophone baryton, timbale, piano et électronique (1998, rév. 2011), d'après Les Géorgiques de Claude Simon. Commande du Südwestrundfunk Baden-Baden
- Réduction d'emballage pour clarinette solo et quatuor à cordes (1998-99, rév. 2002-03), commande du Südwestrundfunk et de la Fondation Pro Helvetia pour Eduard Brunner et le Quatuor Amati
- A coperto per pour clarinette (1998/99)
- Fort et longtemps pour 2 flûtes en sol soli et 2 trios de flûtes (petite / en ut / basse) (1999), commande de l'ensemble les joueurs de flûte
- N'était le froid (géorgiques III) surfaces/espaces pour orchestre grave en 4 groupes (1999-2001), d'après Les Géorgiques de Claude Simon. Commande du Südwestrundfunk Stuttgart
- How many parts of It - the one, - and how many the other, no 1 the one pour alto, flûte (aussi flûte en sol et petite flûte) et électronique (2001-2002). Commande de tHEL danse Paris, coproduction Ircam / Biennale nationale de danse du Val de Marne
- FR.GM.NTS -.O..A.Y, jeux chorégraphiques pour alto, flûte (aussi flûte en sol et petite flûte) et électronique (2002), commande de tHEL danse
- How many parts of It - the one, - and how many the other, no 2 the other pour 2 guitares et électronique (2002), commande de Mats Scheidegger
- Monstrueuse vécut dans le cadre la mémoire pour alto solo et grand ensemble en 6 groupes (2002-2004) d'après H II linéaires d'Anne-Marie Albiach. Commande de l'Ensemble Intercontemporain
- Se sont penchés dessus, étude synchronique no 1 pour 2 violons ou 2 violons soli, alto et violoncelle (2004-05)
- K K H pour saxophone baryton, guitare et électronique (2006/07)
- Une Géométrie (2005-07) d'après le triptyque UNE GÉOMÉTRIE d'Anne-Marie Albiach[11]
  - I. Figurations de mémoire, étude synchronique no 2 pour quintette à vents grave (clarinette basse [aussi clarinette], flûte en sol, cor, cor anglais, basson, 2005-06), commande de l'Arion Quintett
  - I. Figurations de mémoire, version pour quintette d'anches (2 clarinettes basses [1er aussi clarinette], saxophone alto [aussi soprano], cor anglais, basson, 2005-06/2017)
  - II. Incantation, pour guitare solo, flûte basse, saxophone baryton, alto (2007), commande de l'Ensemble Cattrall
  - III. Vertical et blanc, pour flûte basse (aussi flûte en sol solo), clarinette basse, saxophone baryton, 2 altos, guitare (2006), commande de l'Ensemble Cattrall
- ALMA pour hautbois et cor anglais (2009) ou pour hautbois et clarinette (2009/23)
- 12 Minuteries pour 4 flûtes (2013)
- Y soufflera, Passacaille tordue sur un quatrain de Stéphane Mallarmé, pour soprano et orchestre (2014-15)
- Wort – Schatz ! pour voix parlée, flûte basse, clarinette basse, alto, piano et électronique (2014-15), commande de l'Ensemble TaG
- Unsichtbahr Text, Wolfs - Allgebrah pour 8 instruments sur des textes d'Adolf Wölfli (2015-16), commande du Verein Wölfli&Musik et de l'Ensemble Proton Bern[16]
- Esquisse : le froid pour marimba solo et 14 instruments, d'après le texte éponyme d'Anne-Marie Albiach (2016), commande des Tage für Neue Musik Zürich (voir la critique de la création par Peter Hagmann)[17]
- MALA pour lupophone et contraforte (2017)
- d'un jour, ainsi, s'éclairant, pour mezzosoprano, flûte en sol, clarinette et basson, d'après un texte de Roger Lewinter (2017)
- RIST pour violon, piano et sons électroniques (2019)
- Klangband RIST, musique électronique  (2020)
- Süsses Unheil pour clarinette d’amour en sol et électronique ad lib. (2020)
- Lueur de lettres sur des poèmes de Charles Racine pour soprano, trompette et orgue (2021)
- Chant de lettres sur un poème de Charles Racine pour orgue (2022)

### Transcriptions
- Claude Debussy, Le sommeil de Lear, transcription pour ensemble de huit flûtes (2008)
- Claude Debussy, La fille aux cheveux de lin, transcription pour ensemble de huit flûtes (2010)

## Titres et récompenses
- 1999 prix de composition de la Ville de Zurich[18]
- 2003 prix de la fondation d'État Pro Arte en 2003[2].

## Écrits de Walter Feldmann
- approches : H II linéaires, Nioques no 4, La Sétérée, janvier 1992, ISSN 1148-4896
- fragmenté (épilogue) - H II linéaires, Anne-Marie Albiach, Revue Tartine no 8, Paris, juin 1993
- Grenzüberschreitung und verantwortliche Kompetenz im Kultur- und Konzertbetrieb, in Musik und Ästhetik 13, Klett-Cotta Stuttgart, 2000,  (ISBN 3-608-98587-5)
- From Basic Material to Dramaturgy : les géorgiques, in Polyphony & Complexity, Wolke Verlag Hofheim, 2002,  (ISBN 3-936000-10-7)
- Duett in kultzürichaussersihl, verlag um die ecke, Silvio Baviera, Zürich, 2010,  (ISBN 978-3-033-02342-0)
- Anne-Marie Albiach. Le texte comme ADN de la transposition musicale, in Le choix du poème, Presses universitaires de Rennes, 2015

## Articles
- Thomas Meyer, Kalkül und Obsession. Ein Portrait des Zürcher Komponisten Walter Feldmann, in Neue Zeitschrift für Musik, mars/avril 2000, p. 62-63
- David Verdier: Moments d'un entretien (Anne-Marie Albiach, Walter Feldmann, David Verdier), in Cahier Critique de Poésie 10, farrago / cipM, 2005, p.  228-235
- Theo Hirsbrunner: Ravel heute, ZGMTH 5/1, 2008[13]
- Theo Hirsbrunner: Le mystère dans les sons. Walter Feldmann: Musiker und Literat, in dissonanz/dissonance 107, 2009, pp. 12-15[11]

## Émissions Radio
- Jean Daive, La mémoire de Walter Feldmann, Émission Radio, France Culture, vendredi 5 août 2005

## Discographie
- how many parts of It - the one, - and how many the other, no 2 the other, Grammont Portraits, Mats Scheidegger & Stephan Schmidt, MGB CTS-M 90
- dolcificare a piacere - R.E.C., radio aequatuor, ensemble aequatuor, ear-842 001 M
- le sexe du noyé, Matthias Arter, haubois, Walter Feldmann, électronique, collegno www 1CD 20009
- Esquisse : le froid, Grammont Sélection, Pro Helvetia 2018
- süsses Unheil, Richard Haynes, clarinette d’amour, cubus records CR 374
- figurations de mémoire, version pour quintette d'anches, Figurations, BlattWerk Quintett, schweizerfonogramm 2022 (Preis der Deutschen Schallplattenkritik 2022[19])